# Mémorial de l'Holocauste (Budapest)
Le Mémorial de l’Holocauste (en hongrois : Holokauszt Emlékközpont) est un musée et un centre de documentation  construit autour de la synagogue de Páva utca et consacré à la communauté juive hongroise victime de la Shoah. Il est situé au 39  rue Páva dans 9e arrondissement de Budapest, en Hongrie.

## Musée
Le musée inauguré en 2004 occupe une partie de la synagogue de Páva utca, construite en 1923 selon les plans de l'architecte Lipót Baumhorn. Le nouveau bâtiment adjacent est conçu par l'architecte István Mányi.
Une exposition permanente  de 1 500 m2 sur  l'Holocauste en Hongrie présente  et décrit la persécution, les souffrances et les assassinats des communautés  hongroises, juives et roms, condamnées à être exterminées sur la base d'une idéologie raciste.
L'extermination de la communauté juive de Hongrie pendant la Seconde Guerre mondiale y est documentée et étudiée  Six cent mille membres de cette communauté  ont péri dans les travaux forcés et  les camps d'extermination notamment d'Auschwitz.
À l'entrée dans la cour, sur  un  mur de verre de huit mètres de haut sont gravés au laser les  noms des victimes connues. Des recherches sont toujours en cours pour tenter d'identifier les noms des victimes, deux cent vingt cinq mille  noms de victimes ont été identifiés en 2017 au cours des dix dernières années de recherche intensive 
Six colonnes sont également présentes dans la cour représentant chacune cent mille victimes.
Le mémorial est également un centre d'éducation et de recherche sur la communauté juive de Hongrie.

## Direction
En 2011, son directeur Laszlo Harsanyi qui occupait ce poste depuis 2009 est licencié.
Le principal sujet de discorde est l'image donnée dans  l'exposition permanente de l'ancien chef de l'État hongrois, Miklos Horthy, qui a dirigé le pays de 1924 à 1944 et qui s'est allié à l'Allemagne nazie. Près de son portrait, des images de camps de concentration et d'extermination nazis sont exposées. Le secrétaire d'État Andras Levente Gal pense que l'exposition doit  être "réévaluée",

## Galerie

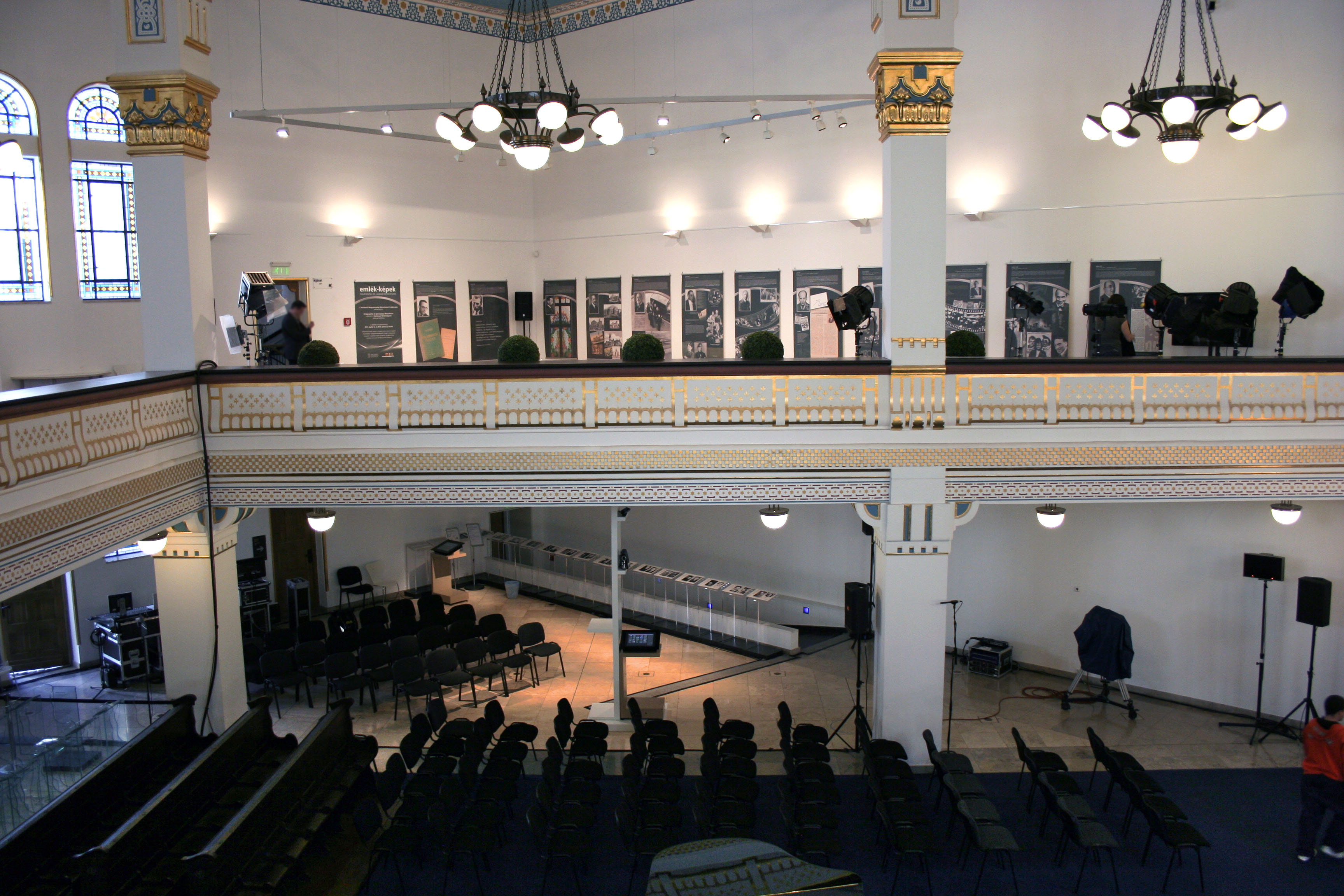
Partie supérieure de la synagogue
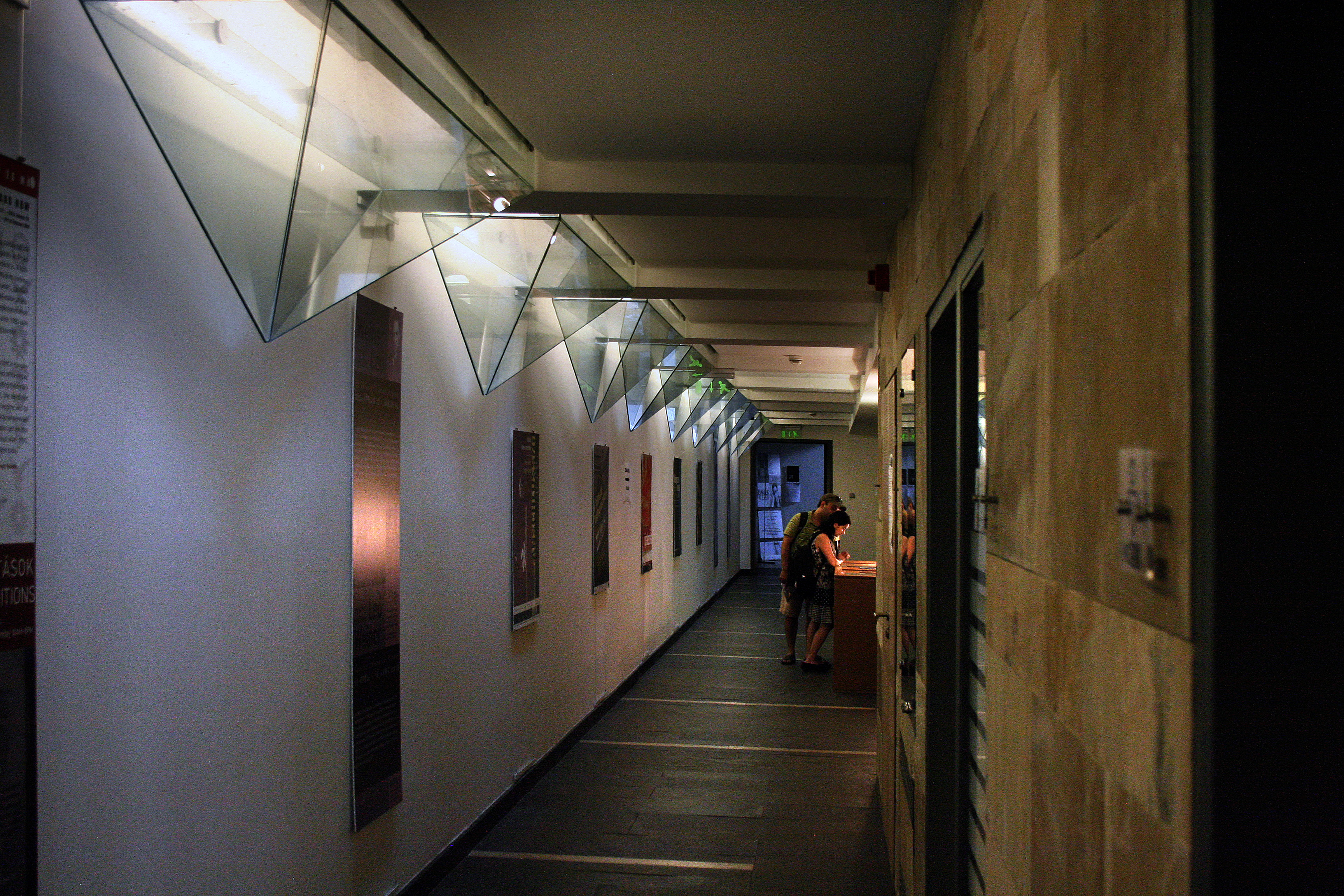
Corridor du musée
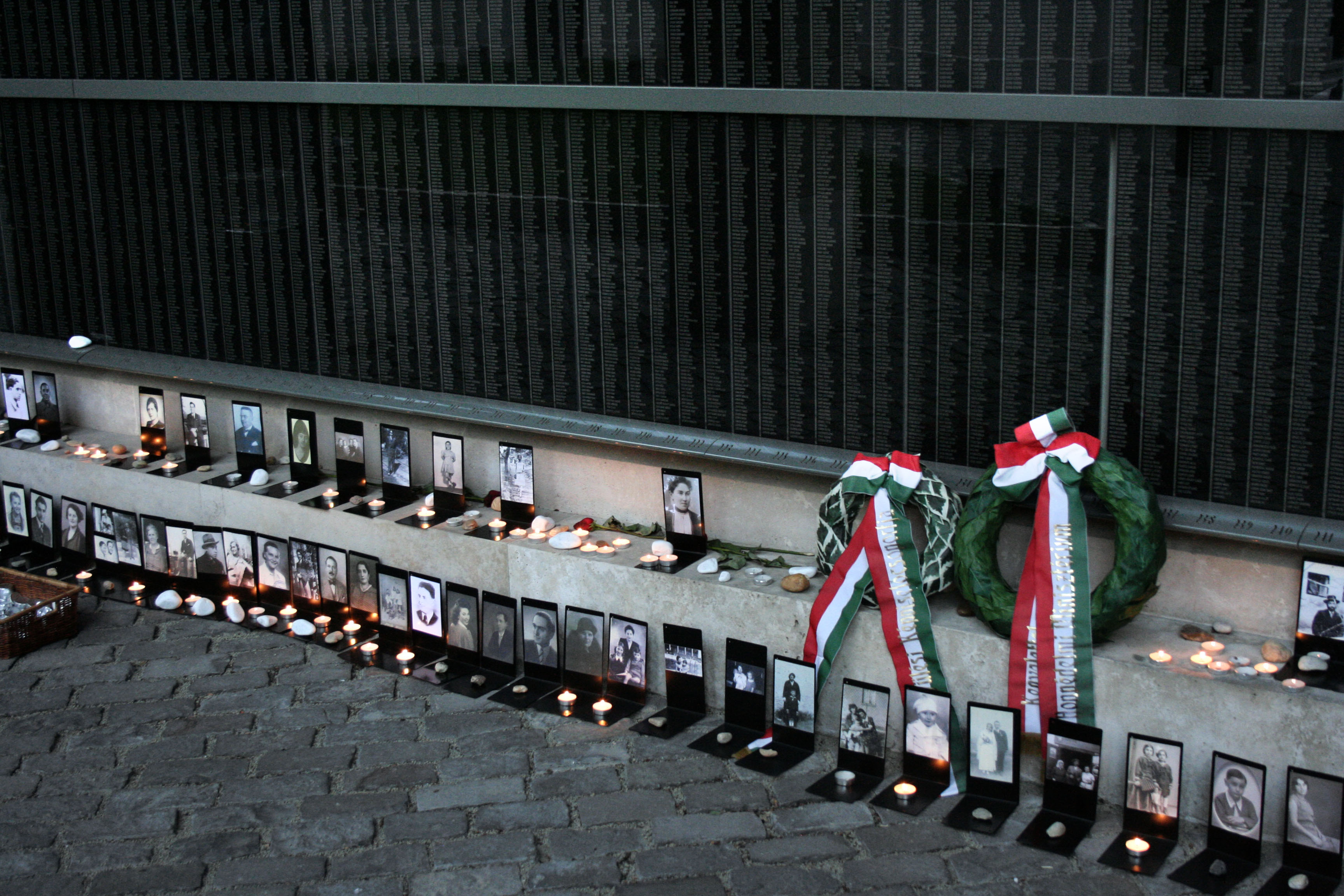
Mur à la mémoire des victimes